# 北海道道587号跡佐登小清水線

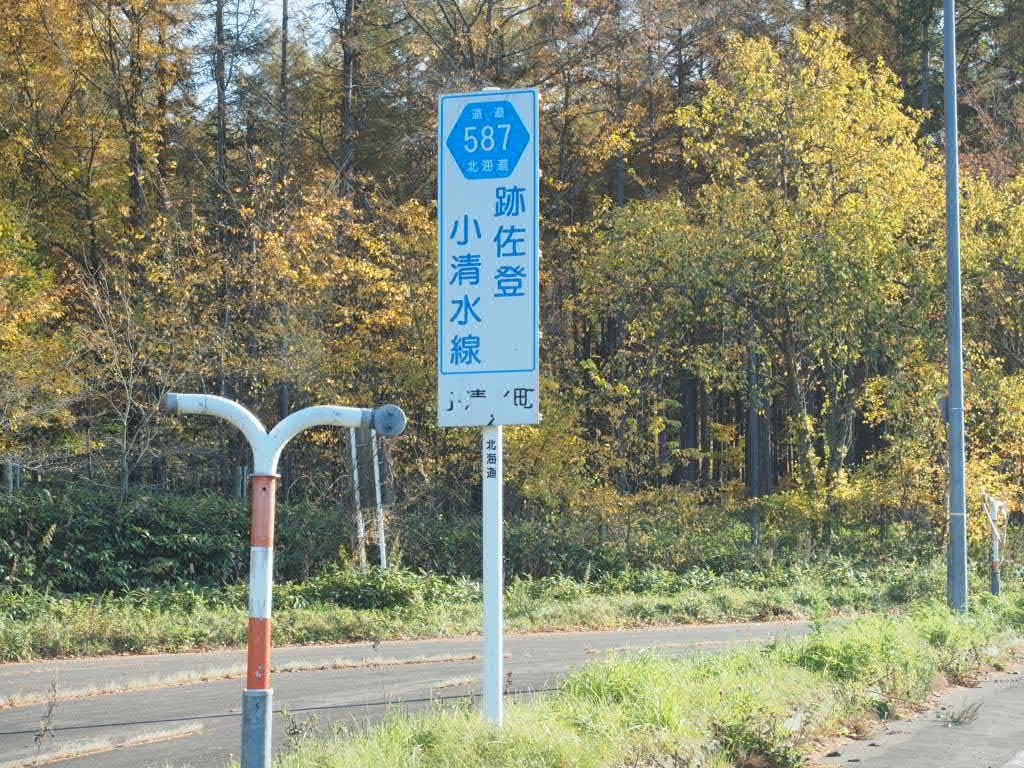
道道587号標識

北海道道587号跡佐登小清水線（ほっかいどうどう587ごう あとさのぼりこしみずせん）は、北海道斜里郡小清水町内を結ぶ一般道道（北海道道）である。

## 概要

### 路線データ
- 起点：北海道斜里郡小清水町もこと山（北海道道102号網走川湯線交点）
- 終点：北海道斜里郡小清水町小清水（国道391号交点）
- 路線延長：22.2 km

## 歴史
- 1967年（昭和42年）3月31日 路線認定[1]。
- 2003年（平成15年）11月 小清水町観光協会が一般公募により愛称名を設定。

## 路線状況
全区間2車線での舗装はされているものの、勾配のきつい坂があり、冬期通行止めになる区間がある。

### 別名
本路線は藻琴山に近い小清水峠から小清水市街地へ向けて山を下る路線だが、山を下る方向と山を上る方向で異なる愛称が付けられている。
- こもれび街道（下り・起点 → 終点）
- ハイランド街道（上り・終点 → 起点）

### 冬季通行止区間
- 起点 - 9.8 km（11月下旬 - 4月下旬）
- 起点9.8 km地点 - 小清水町上徳5.5 km（11月下旬 - 3月上旬）

### 峠
- 小清水峠（起点 北海道道102号網走川湯線交点）

## 地理
起点の小清水町もこと山は、告示等では「小清水町跡佐登」とされている。起点至近に川上郡弟子屈町境界が位置し、弟子屈町側の住所は跡佐登となる。

### 通過する自治体
- オホーツク総合振興局
  - 斜里郡小清水町

### 交差する道路
小清水町
- 北海道道102号網走川湯線 - もこと山（起点）
- 国道391号 - 小清水（終点）

### 沿線にある施設など
小清水町
- 小清水町役場 - 小清水217